# Ryu Su-jeong
Ryu Su-jeong (en hangul, 류수정; en hanja, 柳樹整; romanización revisada, Ryu Sujeong; McCune-Reischauer, Ryu Suchŏng; Daejeon; 19 de noviembre de 1997), más conocida como Sujeong, es una cantante surcoreana, conocida por haber sido miembro del grupo femenino surcoreano Lovelyz.

## Carrera

### 2014-2017: Lovelyz
En 5 de noviembre de 2014, debutó como miembro de la banda girl group Lovelyz bajo el sello discográfico Woollim Entertainment. Lovelyz lanzó el sencillo digital «Good Night Like Yesterday». Su espectáculo debut fue el 12 de noviembre en el K-ART Hall del Parque Olímpico de Seúl.
El 16 de noviembre de 2021, dejó Woollim Entertainment tras decidir no renovar su contrato, tras la disolución de Lovelyz. Posteriormente, creó la discográfica independiente House of Dreams para sus actividades en solitario.

## Discografía

### Álbum en solitario
| Título     | Detalles                                                                                      | Ref.  |
| ---------- | --------------------------------------------------------------------------------------------- | ----- |
| Tiger Eyes | - Fecha: 20 de mayo de 2020 - Sello: Woollim Entertainment - Formato: CD, digital y streaming | [ 5 ] |